# Borgmästarholmen, Björneborg

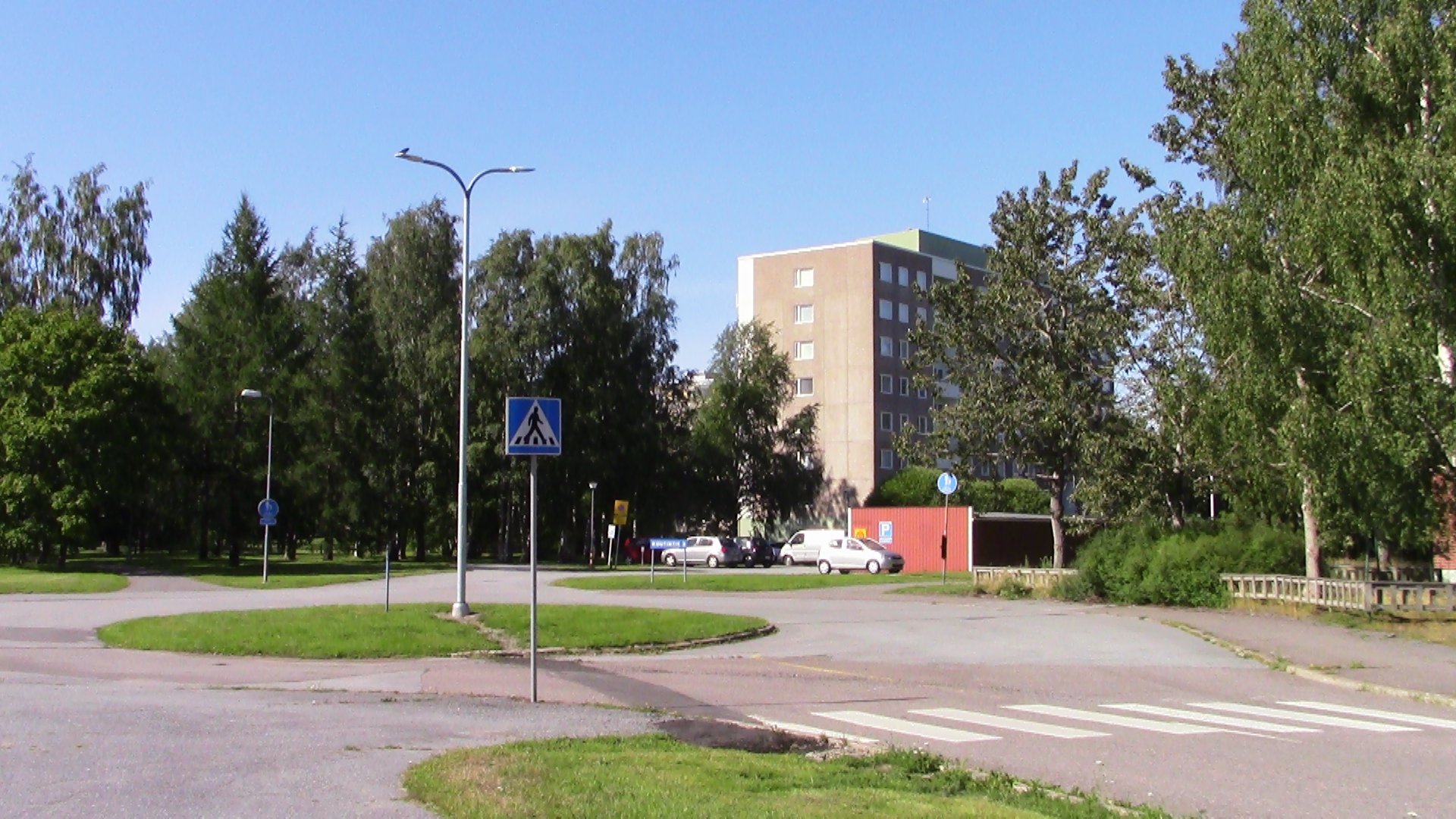
Kuutintie och som lägenhetshusen i Bormästarholmen.

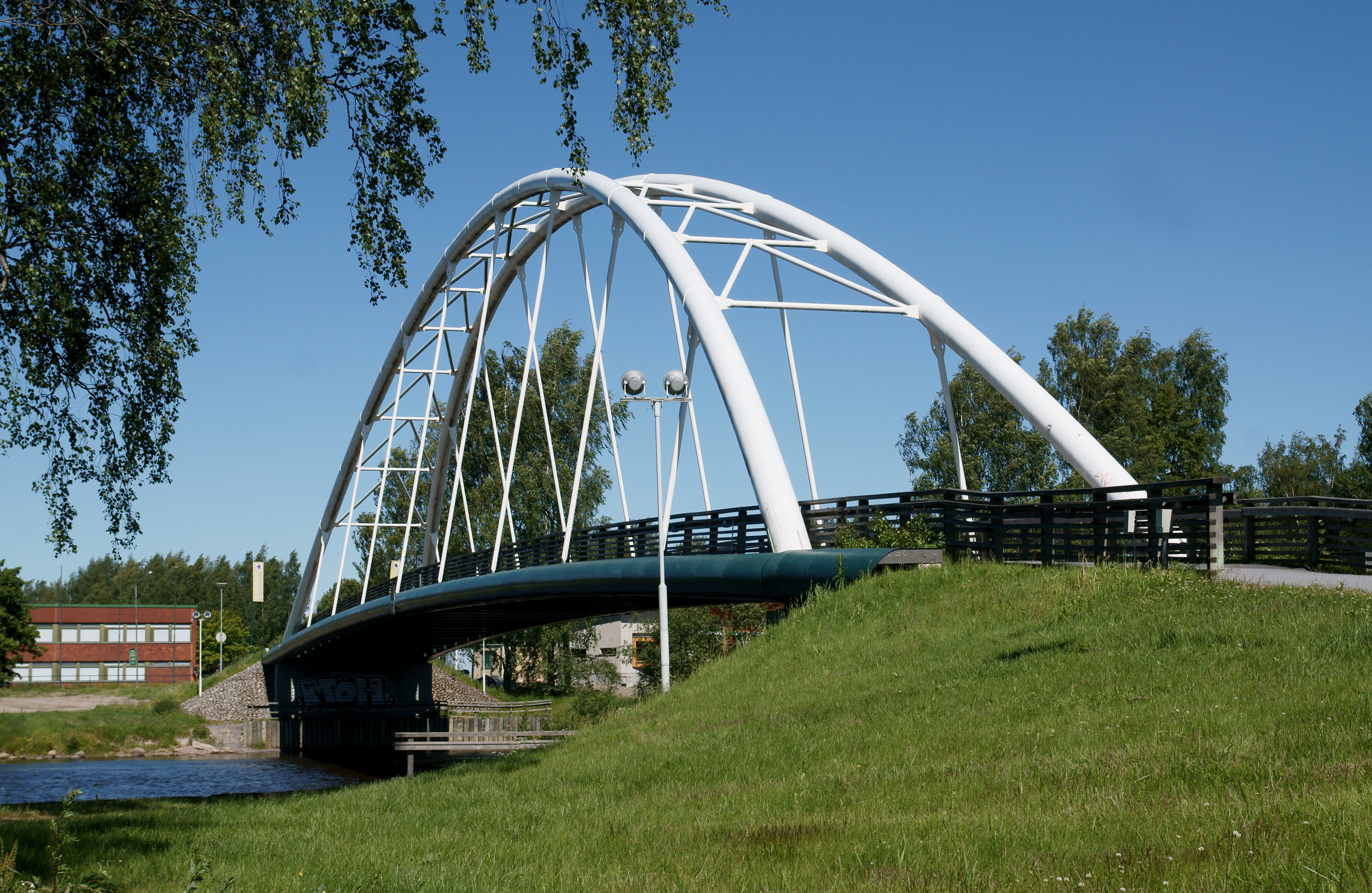
Gångbron förbinder Bormästarholmen och Skrivarholmen. Kaarisilta (=Bågbrons) lågstadium i bakgrunden.

Borgmästarholmen (finska: Pormestarinluoto) är en stadsdel (nr 53) i Björneborg i Finland. Området ligger några kilometer utanför stadens centrum och norr om Kumo älv. Andra bosättningsområden i närheten är Storsand, Toejoki, Hjulböleviken, Lotsörebacken och Skrivarholmen.

## Allmänt
Området var ursprungligen en av holmarna i Kumo älv. Landhöjningen har gjort att den numera är sammanvuxen med fastlandet. Holmen har fått sitt namn av att ha varit en del av borgmästarens förmåner.
År 1985 hölls Bostadsmässan här. I området bor ungefär 2600 personer.
Stadsdelen är parkliknande och har våningshus från 1970-talet. Det finns cirka 30 höghus, 207 radhuslägenheter och ett 50-tal villor.

## Förortsprojekt
Det första förortsprojektet i Finland startade 1982 i Borgmästarholmen, endast 10 år efter att området blev klart. Det var ett småskaligt projekt som gick ut på att sanera det offentliga rummet, att förbättra jordmånen och att bekämpa ogräset. Ändå betraktades projektet mycket lyckat och det har varit förebild för motsvarande projekt i Helsingfors och Åbo.
För att förbättra trivseln har staden byggt en gångbro till scenerna för den årligen återkommande Pori Jazz på Skrivarholmen.

## Service
Här finns livsmedelsbutik, bibliotek, restaurang, en finskspråkig lågstadieskola Kaarisilta, ett daghem och ett serviceboende och -center för äldre Ruskakoti. 